# Hispano-Suiza Carmen
O Hispano-Suiza Carmen é um carro superdesportivo elétrico de edição limitada produzido pela fabricante espanhola Hispano-Suiza, relançada pelos bisnetos herdeiros do fundador da empresa. No total foram fabricadas apenas 19 unidades do Carmen entre 2019 e 2021 ao custo de 1.500.000 euros a unidade (sem impostos). O Carmen foi projetado usando as linhas do clássico Hispano-Suiza H6B Dubonnet Xenia como inspiração.

## História
A Hispano-Suiza Cars construiu e pôs em produção com sucesso o primeiro automóvel espanhol a levar esta marca desde a década de 1940. O Hispano-Suiza Carmen foi desenvolvido em dois anos e foram investidos 20 milhões de euros no projeto. O Carmen estreou-se na edição de 2019 no Salão do Automóvel de Genebra, na forma de um cupê de duas portas.
A Hispano-Suiza construiu este hipercarro como uma resposta a outros carros elétricos supervelozes de empresas como a Lotus e a Rimac. O veículo foi desenvolvido e fabricado —de jeito artesanal— em Barcelona; seu sistema de propulsão foi desenvolvido em colaboração com QEV Technologies, e o 80% de seus componentes foram fornecidos por fornecedores espanhóis.
O design estilístico do carro ficou a cargo do estúdio de design Cero Design, com sede em Barcelona, dando-lhe uma estética que combina soluções estilísticas vanguardistas e futuristas com uma estética retro que lembra diretamente o Hispano-Suiza H6B Dubonnet Xenia. Entre outros destaques, estão as rodas cobertas traseiras, bem como uma traseira pontiaguda decorada com relevos e logotipos que fazem referência à histórica marca Hispano-Suiza.
O carro leva o nome de Carmen Mateu Quintana, neta de Damián Mateu, um dos fundadores da Hispano-Suiza e seu primeiro presidente. Ela intentou restaurar a Hispano-Suiza como uma empresa automobilística, e os fundadores da Hispano-Suiza Cars a homenagearam.

## O Carmen Boulogne

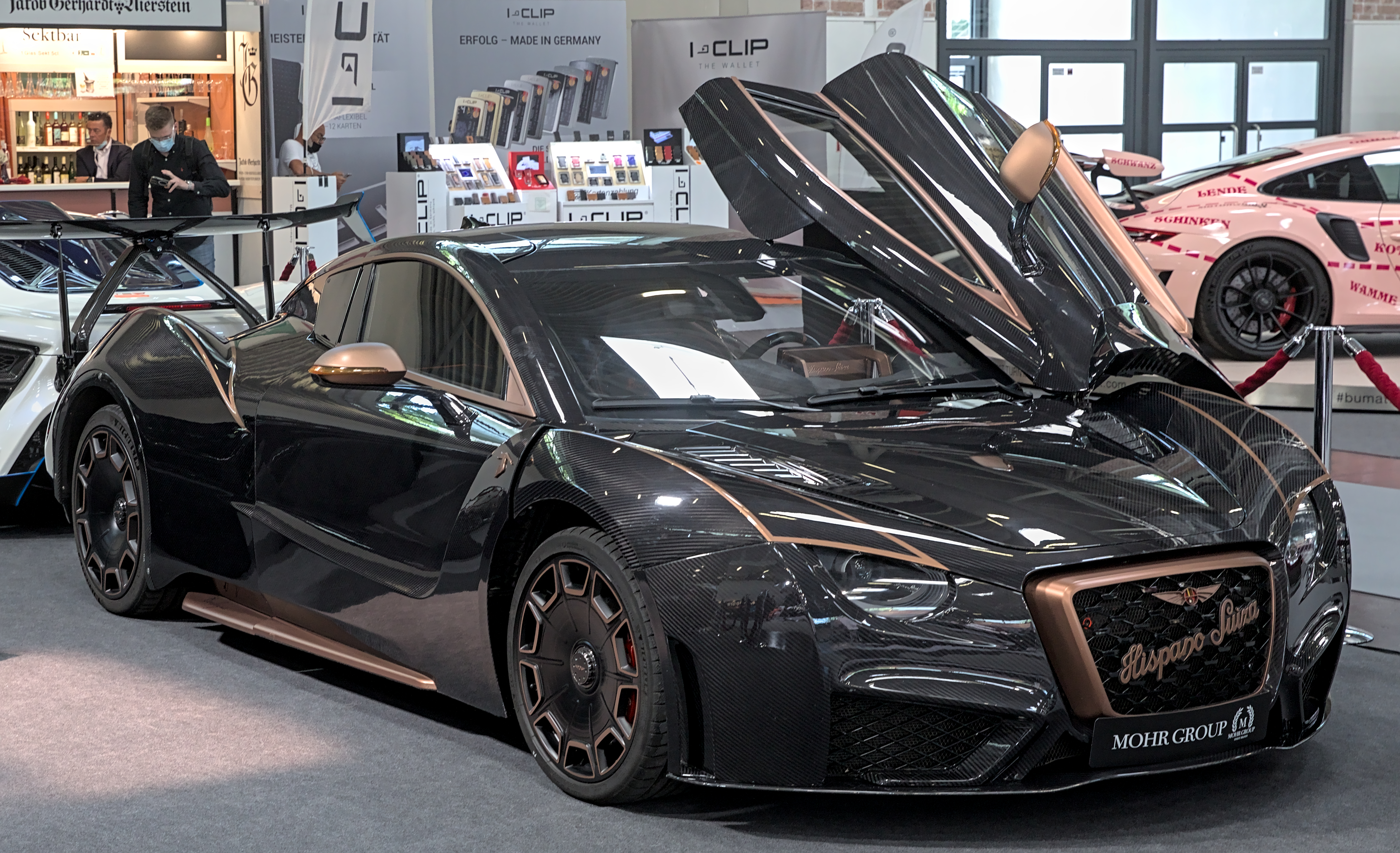
Hispano-Suiza Carmen Boulogne.

Em setembro de 2021, a Hispano-Suiza apresentou uma versão especial e limitada de seu hipercarro elétrico, o Carmen Boulogne. O carro recebeu extensas modificações visuais, perdendo as características tampas das rodas traseiras e ganhando uma carroçaria de fibra de carbono preta sem pintura enriquecida com inserções de cor cobre. O carro também ganhou mais potência, pois tem mais dois motores elétricos, que foram adicionados aos dois motores elétricos padrão, alcançando assim uma potência total de 1.115 CV e 1.600 Nm de torque máximo. O carro atinge os 100 km/h (62 mph) em 2,6 segundos e a velocidade máxima é limitada a 290 km/h (180 mph). A empresa planeia construir somente cinco unidades, com entregas previstas para 2022. O preço do veículo é de 1.650.000 euros (sem impostos).